# Clairemont (Californie)
Ne doit pas être confondu avec Claremont (Californie).
Pour les articles homonymes, voir Clairemont.
Clairemont (ou Clairemont Mesa) est un quartier du nord de San Diego, en Californie.

## Géographie
Cette communauté, située au nord-est de Mission Bay a une population d'environ 81 600 habitants pour une superficie d'environ 34 km2. Elle est bordée par l'Interstate 805 à l'est, l'Interstate 5 à l'ouest, la California State Route 52 au nord et la communauté de Linda Vista (en) au sud.

## Histoire
La zone où se situe la communauté est historiquement un territoire du peuple Nord-Amérindien Kumeyaay. Les Espagnols sont arrivés en 1542 et ont fondé la Mission San Diego de Alcalá à proximité en 1769.
En 1995, Shawn Nelson, ancien militaire américain, s'empare d'un char M60A3 Patton et sème la terreur dans le quartier. De nombreux dégâts matériels sont constatés, comme la destruction d'une quarantaine de voitures et la dégradation d'infrastructures publiques. Il est finalement abattu par la police après 23 minutes de course-poursuite.

## Personnalités
- Mark Hamill, acteur, y a grandi et une rue porte son nom[1] ;
- Kris Jenner, une personnalité de la télévision, y a étudié[2] ;
- Cleophus Prince Jr. (en), un tueur en série surnommé le « The Clairemont Killer ».